# Tor wyścigów konnych w Pardubicach
Tor wyścigów konnych w Pardubicach – tor wyścigów konnych w Pardubicach, w Czechach. Obiekt istnieje od 1856 roku. Jest on miejscem rozgrywania corocznego wyścigu Wielka Pardubicka. Długość toru biegnącego po obwodzie areny wynosi 2200 m, jednak trasa Wielkiej Pardubickiej wytyczona wewnątrz hipodromu ma długość 6900 m.

## Historia
Tor wyścigów konnych, w miejscu, w którym znajduje się do dziś, założono w roku 1856. Pierwszą drewnianą trybunę postawiono w roku 1875. W 1892 roku postawiono nową, piętrową trybunę. W roku 1913 dobudowano również trybunę o konstrukcji żelbetowej. W czasie I wojny światowej hipodrom przekształcono w oddział szpitalny, a rozgrywanie zawodów jeździeckich wstrzymano do roku 1920. W trakcie II wojny światowej tor, który został przejęty przez niemieckie wojsko i służył m.in. za magazyn, został zbombardowany. Po wojnie hipodrom odbudowano, a zawody były coraz liczniej odwiedzane przez kibiców – rekordową liczbę zanotowano w 1955 roku (wówczas Wielką Pardubicką, która wtedy rozłożona była na dwa dni, odwiedziło około 70 000 widzów). W 1981 roku oddano do użytku nową trybunę, kolejną, pięciopoziomową, otwarto w roku 1997.
Od 1874 roku corocznie (z niedługimi przerwami) na obiekcie rozgrywany jest wyścig konny z przeszkodami, znany jako Wielka Pardubicka. Należy on do najbardziej prestiżowych, a zarazem jednych z najtrudniejszych wyścigów konnych w Europie. Wśród 31 przeszkód, jakie mają do pokonania konie na 6900-metrowej trasie wewnątrz hipodromu, najtrudniejszą jest tzw. Wielki Taxis, głęboki rów ukryty za 150-centymetrowym żywopłotem.
Tor był dawniej również miejscem rozgrywania turnieju żużlowego Zlatá Přilba (został on zapoczątkowany w 1929 roku, w roku 1964 zawody przeniesiono na stadion żużlowy).